# گل توپی
گل توپی (نام علمی: Globularia trichosantha) نام یک گونه از سرده گل توپی است.